# Kreolska kuhinja
Kreolska kuhinja  ( franc. cuisine créole, španj. cocina criolla, engl. creole cuisine ) je kuhinja karakteristična za neke bivše europske kolonije. Ona podrazumijeva način kuhanja nastao iz mješavine različitih utjecaja: europski, afrički, karipski, američki, indijski i drugi. Kreolsku kuhinju nalazimo, između ostalog, na Karibima (Portoriko, Kuba, Dominikanska Republika, Martinik, Gvadalupe, Haiti i drugi), u većem dijelu Južne Amerike i u državi Louisiani, SAD.

## Vanjske poveznice
- (engl.)Kreolska kuhinja Gvadalupe  Arhivirana inačica izvorne stranice od 17. svibnja 2008. (Wayback Machine)
- (engl.)Kreolska kuhinja Louisiana  Arhivirana inačica izvorne stranice od 3. veljače 2012. (Wayback Machine)